# الأدب في الكويت
الأدب في الكويت أو الأدب الكويتي بدأت الحركة الأدبية والثقافية في الكويت قديما في فترة حكم الشيخ مبارك الصباح التي توجت في تأسيس المدرسة المباركية والجمعية الخيرية،  ثم عهد الشيخ أحمد الجابر حيث تم افتتاح صرحين علمي وأدبي بعد المدرسة الاحمدية وهما المكتبة الأهلية والنادي الأدبي ويعود الفضل في ذلك إلي الأدباء والمحسنين الكويتين الذين بدأوا عهد النهضة الأدبية بالكويت.

## وصلات خارجية
- بوابة الشعراء : شعراء الكويت